# Hodowla koni w Urartu

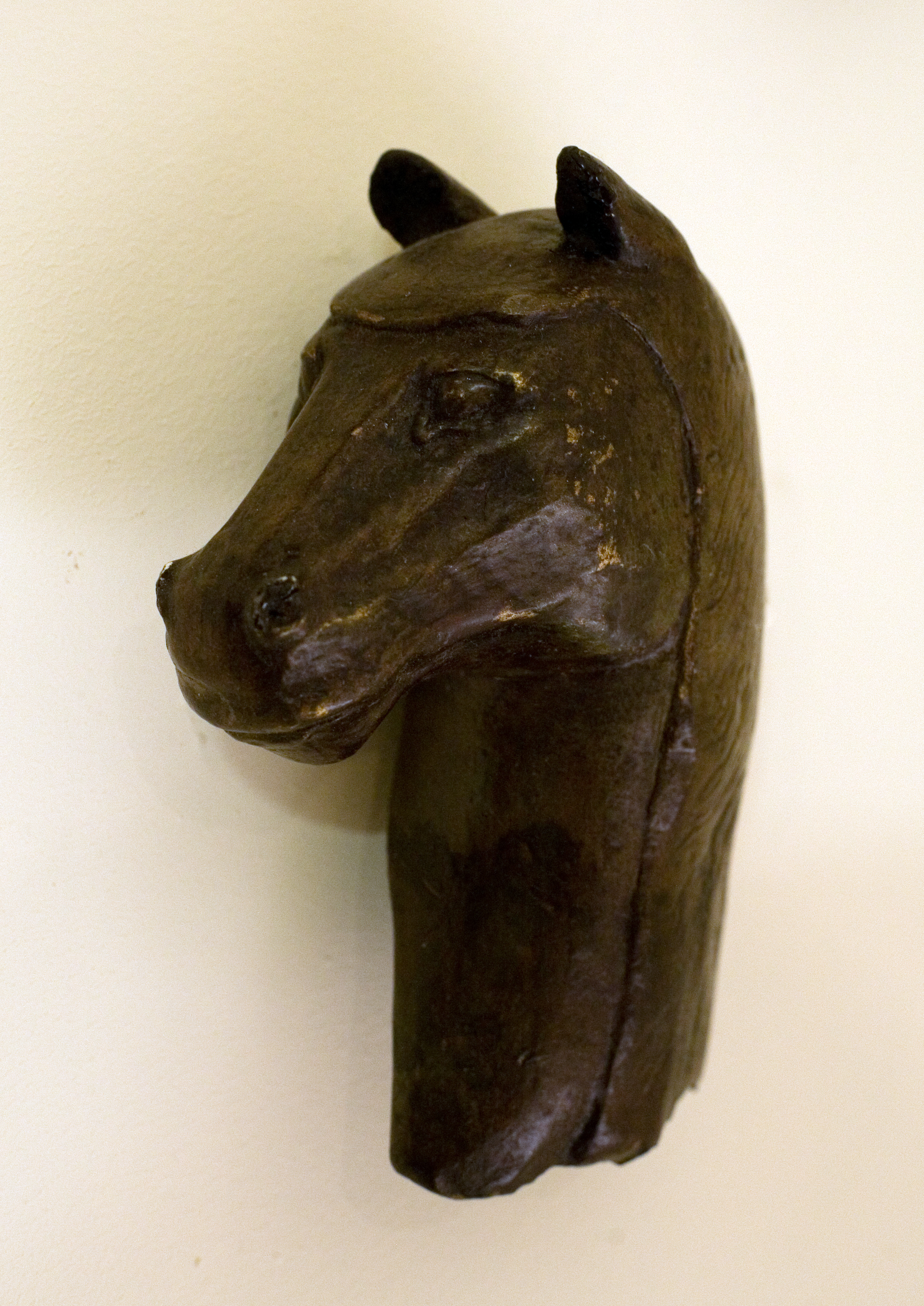
Głowa konia z brązu (Muzeum Historii Armenii)

Hodowla koni w Urartu była istotnym elementem gospodarki i życia społecznego Królestwa Wan. Konie były wykorzystywane do jazdy konnej oraz jako zwierzęta juczne. W prowincji Subi specjalizowano się w hodowli koni wierzchowych, a z terenów nad Urmią sprowadzano ogiery na potrzeby konnicy urartyjskiej. Ważną rolę w hodowli koni odgrywał region Ulhu, gdzie organizowano pastwiska dla koni. Urartyjscy władcy, tacy jak Rusa I, dbali o rozwój hodowli, organizując pastwiska dla koni, a w tekstach zachowała się informacja o wyjątkowym osiągnięciu konia Menui.

## Konie w źródłach
Według źródeł asyryjskich konie do Asyrii sprowadzano od północno-wschodnich sąsiadów. Tiglat-Pileser I, zwyciężywszy „króla krajów Nairi”, nałożył na niego daninę w wysokości 1200 koni i 2000 sztuk bydła. Salmanasar III otrzymał znaczną liczbę koni znad Urmii. Na reliefach wrót z Balawat przedstawiono m.in. zagarnięcie całego stada ogierów z kraju Gilzanu. W źródłach urartyjskich wielokrotnie opisano zdobywanie i zagarnięcie koni z podbitych ziem – najczęściej do centrum Urartu sprowadzano je z Zakaukazia. W spisach łupów konie były wymieniane w pierwszej kolejności, np. w kronikach Sarduri II łączna liczba zdobytych w wyprawach wojennych koni wyniosła około 18 tysięcy.
W społeczeństwie urartyjskim koń był najbardziej rozpowszechnionym zwierzęciem domowym. Niektóre regiony Królestwa Wan były znane z rozwiniętej hodowli koni. Jak wynika z tekstu tabliczki z Luwru, dotyczącej hodowli koni w Urartu (nr 169–170), w prowincji Subi, położonej na wschodnim wybrzeżu Urmii, specjalizowano się w hodowli koni wierzchowych. Z tego rejonu sprowadzano ogiery na potrzeby konnicy urartyjskiej. Z kolei w Ulhu (nieopodal współczesnego Maranda) Rusa I zorganizował wokół miasta pastwiska dla koni. Na północny wschód od Wanu odkryto głaz z inskrypcją Menui, w której odnotowano wybitne osiągnięcia jego konia o imieniu Arcibi (Orzeł). Dosiadany przez króla koń skoczył na odległość 22 łokci (ok. 11,2 m lub 11,4 m). Ten rekord został pobity w 1975 roku.
Ze źródeł archeologicznych na terenie starożytnego Urartu odkryto pochówek datowany na IX–VIII wiek p.n.e. w Hasanlu w krainie Manna – tu znaleziono cztery szkielety końskie, uzdę ozdobioną zębami dzika i płytę z wizerunkiem uskrzydlonego konia. Prawdopodobnie były to wierzchowce złożone w ofierze.
W urartyjskim piśmie klinowym na określenie konia używano asyryjskiego ideogramu, który dosłownie oznacza „osła gór”, a także „osła ze Wschodu”, jednak fonetyczne odczytanie tego terminu w języku urartyjskim nie zostało ustalone. 

## Wygląd

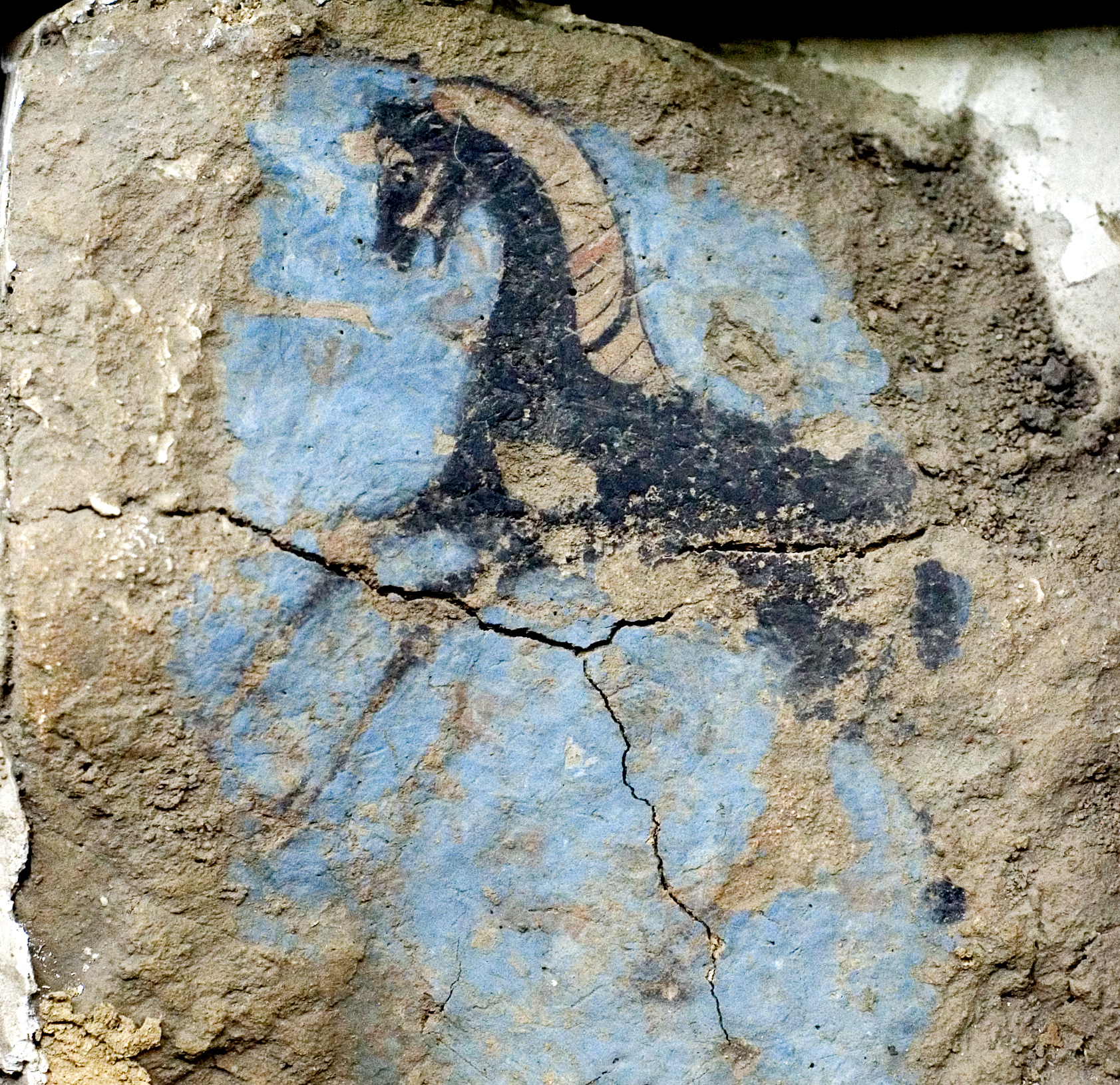
Malowidło z twierdzy Erebuni

Konie urartyjskie charakteryzowały się niewielką posturą, smukłą budową, cienkimi nogami oraz mocnymi, stromymi kopytami. Miały długą szyję, obciętą gęstą grzywę i długi ogon. Głowa tych koni wyróżniała się prostym profilem, niewielkimi, stojącymi uszami skierowanymi do przodu, wyłupiastymi oczami i cienkimi nozdrzami. Wygląd wskazuje, że mogły to być zwierzęta energiczne i pełne temperamentu.
Kości koni odnalezione na wzgórzu Karmir Blur pozwoliły odtworzyć wygląd jednego egzemplarza. Określono, do jakiego typu należał bez wskazania konkretnej rasy ani populacji koni z tego okresu z powodu niewystarczającej liczby materiału w sensie ilościowym. Ten koń był niskorosły – wysokość w kłębie wynosiła 1,25 m. Miał małą głowę z czołem o szerokości 12,8 cm. Uszy były szeroko rozstawione i lekko zwisające, oczy skierowane do przodu. Koń miał cienkie i smukłe nogi, a kopyta małe i wygięte. Prawdopodobnie koń z Karmir Blur należał do rasy niskorosłej, która była jedną z wielu istniejących na tym obszarze. Obok niej mogły być hodowane też wyższe konie, o czym świadczą asyryjskie pomniki z wizerunkami zarówno wysokich (np. w pałacu Sennacheryba), jak i niskich koni (np. w pałacu Aszurbanipala).

## Rząd koński

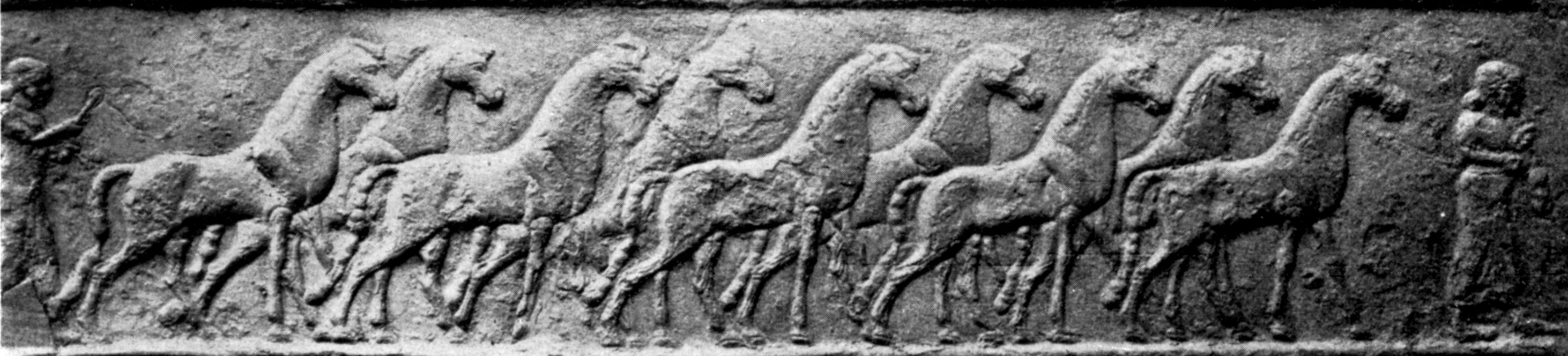
Uprowadzenie koni z kraju Gilzanu (fragment wrót z Balawat, Muzeum Brytyjskie)

Rząd koński stosowany przez Urartyjczyków, jak pokazują przedstawienia na hełmach i kołczanach znalezionych na Karmir Blur, był zbliżony do asyryjskiego, tj. składał się z ogłowia, skórzanego pasa otaczającego szyję konia niczym obroża, oraz pasa podbrzusznego.
Pod koniec II i w pierwszej ćwierci I tysiąclecia p.n.e. plemiona Zakaukazia używały kilku typów wędzideł, które były importowane z południa lub produkowane lokalnie na podstawie przywiezionych wzorców. Najstarszy typ, odlewany w całości z brązu, miał psalia (boczne okucia wędzideł) w kształcie kłosów. Wędzidła tego typu używano od początku II tysiąclecia p.n.e. Zostały one znalezione na północ od Kury w Gruzji oraz w okolicy jeziora Sewan. Do wczesnych typów należą też wędzidła z płaskimi ruchomymi psaliami, odkryte w Astghadzor nad Sewanem oraz przedstawione na reliefach pałacu Aszurnasirpala II.
W początkowym okresie istnienia Urartu używane były wędzidła z nałożonymi, swobodnie poruszającymi się psaliami, posiadającymi otwory do mocowania ogłowia. Munsztuk wyposażony był w pierścienie do mocowania wodzy. Ten typ wędzideł występował także w Zakaukaziu i Iranie. W 1952 roku, w jednej z komnat cytadeli Tejszebaini, znaleziono kompletny rząd koński, składający się z dwóch wędzideł, dwóch nakładek czołowych, czterech dzwoneczków oraz dwudziestu dwóch blaszek o różnych rozmiarach. Na każdym swobodnie poruszającym się psalium jednej pary wędzideł znajdowała się krótką inskrypcja z imieniem króla Menua, które pojawiło się również na jednej z nakładek czołowych oraz na małej blaszce. Odkryte elementy pozwalają datować wędzidła na początek VIII wieku p.n.e. i stanowią dowód na obecność Urartyjczyków na terenach Zakaukazia.
W 1940 roku podczas wykopalisk na Karmir Blur, w pobliżu muru twierdzy wschodniego budynku, odkryto m.in. fragmenty wędzideł o bardzo charakterystycznym kształcie, zbliżonym do asyryjskich wędzideł z Kalhu. Składały się one z trzech części: dwóch brązowych, zakrzywionych psalii oraz żelaznej części munsztukowej, które razem tworzyły jedną całość z psaliami. Psalie posiadały po trzy otwory: duży środkowy był przeznaczony na wodze oraz dwa mniejsze do mocowania pasków, które łączyły uzdy z ogłowiem. W 1954 roku (także na Karmir Blur) znaleziono wiele brązowych elementów uprzęży końskiej z inskrypcjami Sarduri II: nakładki czołowe, płyty policzkowe, okrągłe blaszki, pasy popręgowe, dzwoneczki i wędzidła. W odróżnieniu od odkrytych w 1940 roku wędzidła z tego znaleziska składały się z brązowych, o zakrzywionej formie psalii oraz żelaznej części munsztukowej, osadzonej na nich za pomocą kowalskiej obróbki. Charakterystyczną cechą były pętle na wędzidłach umieszczone prostopadle do płytki psalii. Ten typ wędzideł rozpowszechnił się – najprawdopodobniej wraz z końmi i rydwanami – na terenach Zakaukazia, Azji Przedniej, aż po Egipt, podobne wędzidła (datowane na VI wiek p.n.e.) odkryto również w Atenach, został też przedstawiony na srebrnym rytonie z Mazandaranu (datowanym na V wiek p.n.e.).

## Jeźdźcy

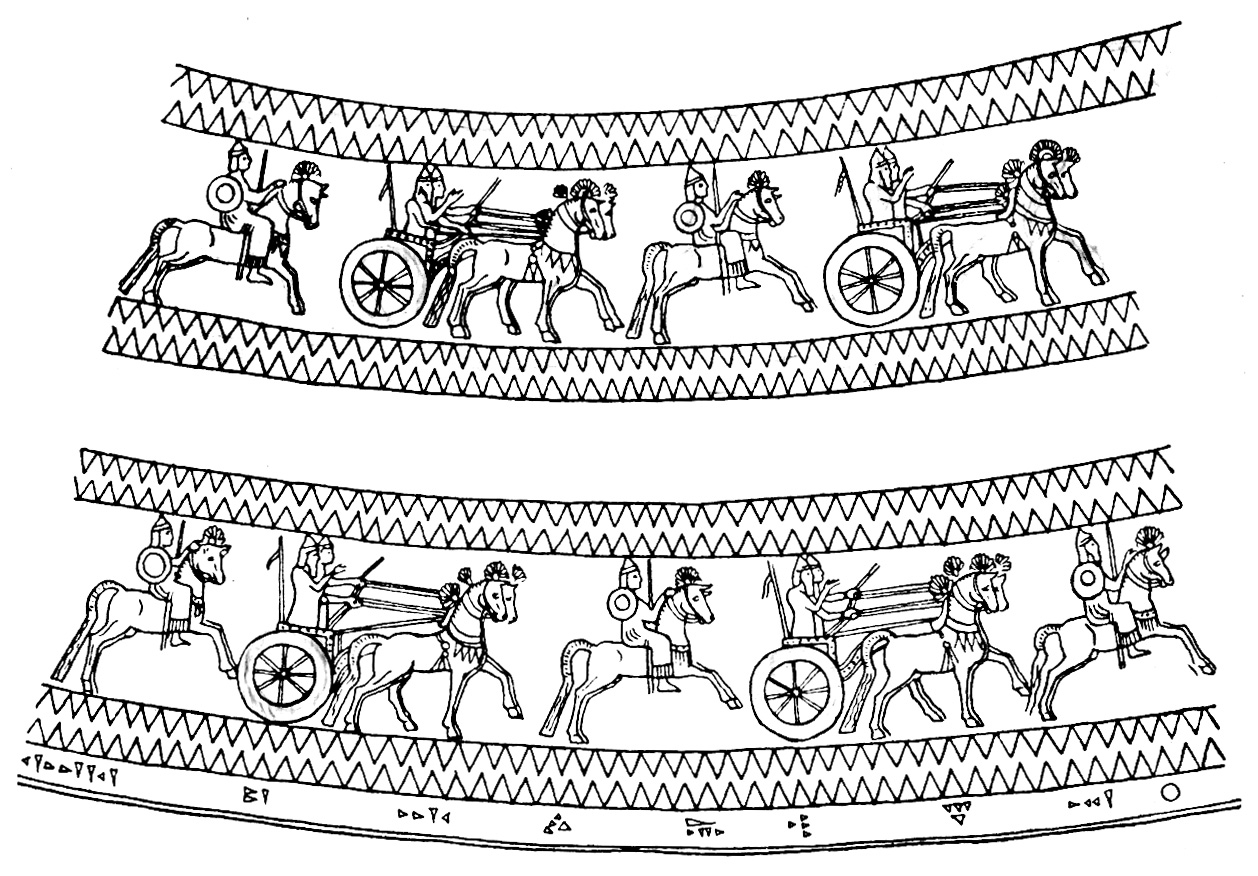
Fragment hełmu Sarduri II (Muzeum Historii Armenii)

W sztuce urartyjskiej nie ma wizerunków jeźdźców bez uzbrojenia. Istnieją przedstawienia koni bez jeźdźców, jednak w przypadku, gdy koń jest dosiadany, zawsze ukazany jest z uzbrojonym wojownikiem. Na reliefach z pierwszej połowy VIII wieku p.n.e. jeździec trzyma tarczę w lewej ręce i miecz w prawej. Siedzi w pozycji wyprostowanej, umieszczony dość blisko zadu konia, z kolanami uniesionymi przy kłębie. Ułożenie to przypomina sceny znane z przedstawień asyryjskich, lecz różni się szczegółami – kąt między biodrem a łydką jest prosty. Charakterystycznym elementem uprzęży jest półkolista nakładka czołowa z kutasem zdobiącym czoło konia, a także przewiązanie trzonu ogona i jego środkowej części.

## Rydwany
Teksty urartyjskie z końca IX wieku p.n.e. wspominają o istnieniu w armii urartyjskiej konnicy i rydwanów. Ich wygląd znany jest ze źródeł późniejszych. Wizerunki jeźdźców i rydwanów znajdują się na brązowych hełmach i kołczanach odkrytych na Karmir Blur. Podczas wykopalisk na Toprakkale znaleziono rysunek rydwanu na uszkodzonym odcisku pieczęci. Bojowe rydwany urartyjskie były podobne do asyryjskich: lekki kadłub, mocno wygięty ku górze dyszel (niekiedy wykończony rzeźbą głowy konia), charakterystyczny występ z tyłu rydwanu. Koła były umieszczone przy tylnym brzegu kadłuba, miały osiem szprych. Od asyryjskich różniły się tym, że posiadały masywną obręcz.
Do rydwanu zaprzęgano zwykle dwa konie. Czasami powożącego przedstawiano trzymającego cztery cugle, co mogło sugerować, że powóz bojowy był ciągnięty przez cztery konie. W rzeczywistości jednak maksymalnie do rydwanu zaprzęgano trzy konie, o czym świadczy istnienie bocznego ciągu, łączącego jednego dodatkowego konia bezpośrednio z wozem. W rydwanie mieściły się dwie osoby – woźnica i wojownik.
Urartyjskie rydwany prawdopodobnie rozprzestrzeniły się w Zakaukaziu. W grobowcu w Achtali (VII wiek n.e.) znaleziono pas z brązową ozdobą przedstawiającą rydwan zaprzęgnięty w dwa konie, który, mimo schematyczności rysunku, przypomina typowy urartyjski wóz bojowy.

## Konie a inne zwierzęta juczne
Konie sprowadzane z Wyżyny Armeńskiej były cenione w Asyrii na równi z końmi sprowadzanymi z Kapadocji, Medii i Etiopii. W Urartu konie były zwykle wykorzystywane do jazdy i zaprzęgane do rydwanów, ale jednocześnie służyły także jako zwierzęta juczne na równi z mułami i osłami. Na Karmir Blur odkryto też szczątki kilku osłów, które pod względem wielkości, proporcji i wyglądu nie różniły się od współczesnych, używanych w Zakaukaziu osłów, a badanie zębów wykazały podobieństwo z rasą kułan.